# Halle du marché de Turku
La halle du marché de Turku (en finnois : Turun kauppahalli) est une halle du quartier VII de Turku en Finlande.

## Présentation
Le bâtiment est conçu par l'architecte Gustaf Nyström et la halle ouvre en 1889.
La halle mesure 118,5 mètres de long, 30 mètres de large et 13 mètres de haut.

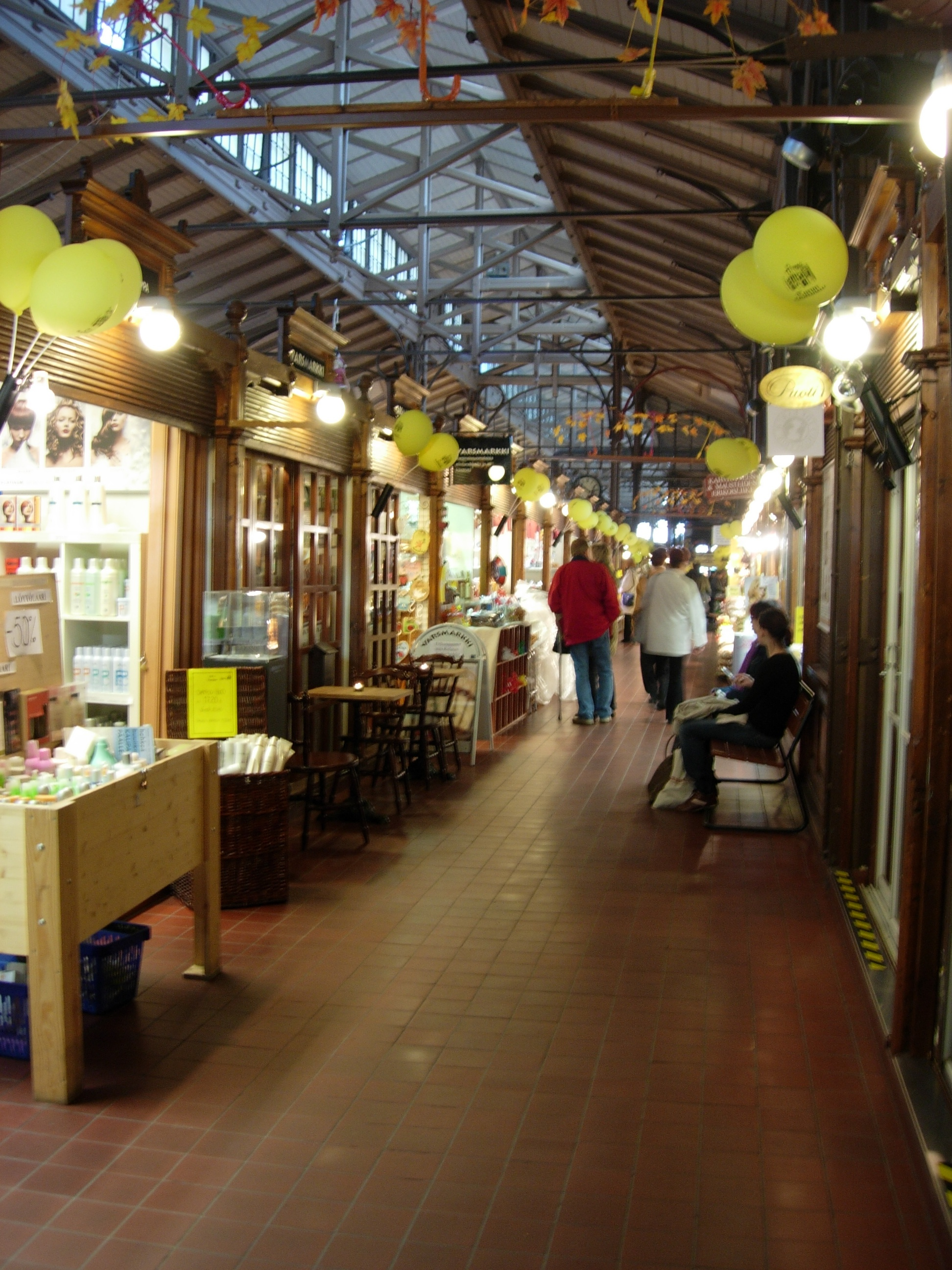
Vue intérieure de la halle